# Âne sauvage de Somalie
Equus asinus somalicus
Sous-espèce
Synonymes
- Asinus taeniopus (Heuglin, 1861)[1]
- Equus (Asinus) africanus somaliensis Noack, 1884[1]
- Equus africanus somalicus P. L. Sclater, 1885 (préféré par BioLib)[1]
- Equus africanus somaliensis Noack, 1884[1]
- Equus asinus aethiopicus Denman, 1957[2]
- Equus asinus aethiopicus[1]
- Equus asinus somalicus P. L. Sclater, 1885[1]
- Equus asinus somaliensis Noack, 1884[1] [2]
- Equus asinus taeniopus (Heuglin, 1861)[1] [2]

Statut de conservation UICN

 CR A1b : 
En danger critique
L'Âne sauvage de Somalie (Equus asinus somalicus) est une sous-espèce de l'Âne sauvage d'Afrique. Il se trouve principalement en Somalie, au sud de l'Érythrée, et dans la région d'Afar en Éthiopie.

## Systématique
Selon les sources, l'auteur de cette sous-espèce est :
- soit Philip Lutley Sclater en 1885[2] sous le taxon Equus asinus somalicus ;
- soit Theophil Johann Noack (d) en 1884[3] sous le taxon Equus africanus somaliensis.

## Description
L'Âne sauvage de Somalie présente des zébrures sur les membres, ainsi qu'une raie de mulet, caractéristiques des espèces primitives.

## Répartition
Actuellement limité à la corne de l'Afrique : Érythrée, Éthiopie et Somalie.

## Menaces
La sous-espèce est considérée comme en danger critique d'extinction par l'UICN. 
Il resterait moins de mille ânes sauvages de Somalie dans le monde. 
Une centaine de spécimens vivent en Somalie, Érythrée et en Éthiopie.

### Populations captives
En 2011, deux cents individus environ vivaient en captivité dans le monde, dans trente-quatre zoos. 
Il existe des plans de reproduction de l'âne sauvage en captivité, visant à assurer sa survie en cas de disparition dans la nature.
« En 1999, la population captive de l'âne sauvage somalien (Equus africanus somaliensis) rapportée à l' International Species Information System (ISIS) totalisait 94 individus ». Ce sont les descendants de cinq animaux capturés en 1970 en Somalie et envoyés au zoo de Bâle, en Suisse, et de douze animaux capturés en 1972 en Éthiopie et envoyés dans la Réserve de Hai Bar, en Israël. 
Depuis 1987, la Réserve Africaine de Sigean accueille quelques animaux, et des naissances ont régulièrement lieu, dont une le 30 juin 2010. En 2009, seules treize naissances d’Equus africanus somalicus ont été enregistrées dans les parcs zoologiques du monde entier, souligne la Réserve Africaine. Il ne resterait qu'une centaine d'ânes de Somalie à l'état sauvage. 
Au 31 décembre 2010, la population d’Equus africanus somalicus était composée de 156 individus ; 68 mâles et 88 femelles, accueillis dans 25 parcs. Dans le monde, ce sont près de deux cents ânes de Somalie présents dans une trentaine de zoos. 

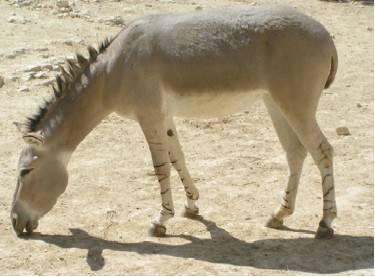
Âne de Somalie, à la réserve africaine de Sigean.

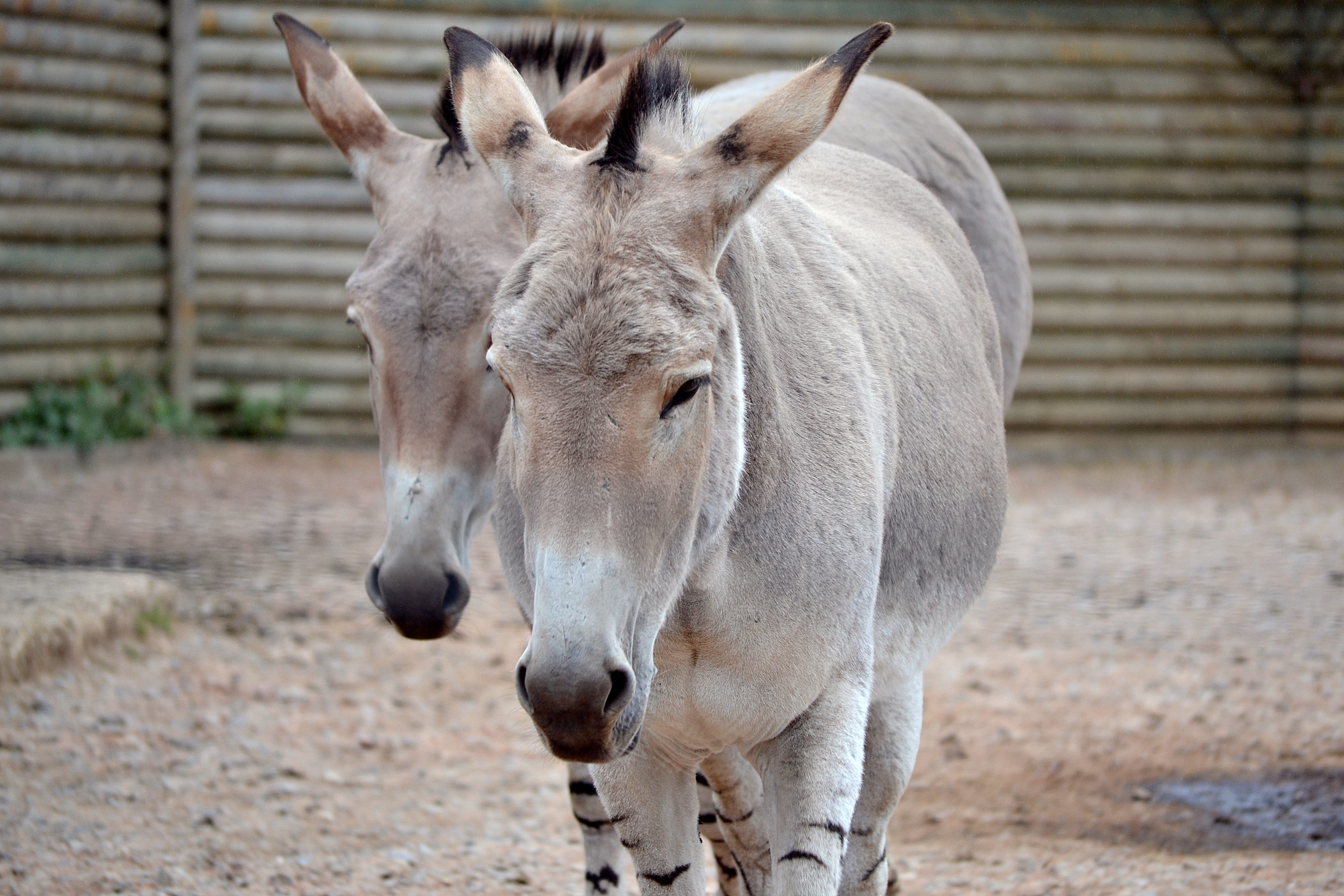
Deux ânes de Somalie (zoo Marwell).